# Джимо, Тохиб
Тохиб Гболабо Джимо (англ. Toheeb Gbolabo Jimoh; род. 15 апреля 1997, Лондон) — британский актёр нигерийского происхождения. Он получил номинацию на премию «Эмми» за роль Сэма Обисанья в сериале Apple TV+ «Тед Лассо» (2020–2023). Он также известен своими ролями в биографическом фильме BBC One «Энтони» (2020) и телесериале Amazon Prime «Сила» (2023).

## Ранние годы
Джимо родился 15 апреля 1997 года в Брикстоне, на юге Лондона[6], у родителей нигерийского происхождения. Он переехал в Нигерию ещё младенцем и вернулся в Лондон, когда ему было семь лет. Он учился в школе Норвуд, а затем поступил в Гилдхоллскую школу музыки и театра, которую окончил в 2018 году.

## Карьера
Джимо был новичком в актёрском мастерстве, когда его утвердили на роль Энтони Уокера, жертвы расистского нападения в 2005 году, в сериале BBC One «Энтони», в котором представлена жизнь Уокера, если бы его не убили. Его игру назвали «крайне притягательной». Затем он сыграл Маркуса в сериале Amazon «Фид».
Джимо участвовал в постановке «Сна в летнюю ночь» в театре «Крусибл», а в 2020 году был одним из шести исполнителей рождественской пьесы «Девять уроков и колядки» в театре «Алмейда», первой постановке театра после карантина в Лондоне из-за COVID-19.
Когда Джимо проходил прослушивание в телесериал «Тед Лассо», персонаж Сэма Обисанья был написан как ганец, но его происхождение было изменено на нигерийское, чтобы соответствовать собственному происхождению Джимо. Его игра получила похвалу, а его персонажа назвали «сердцебиением» шоу.
Позже Джимо играл другого нигерийского персонажа, журналиста Тунде, в триллер-сериале Amazon «Сила», основанном на одноименном романе Наоми Олдерман. У него также была небольшая роль в фильме Уэса Андерсона «Французский вестник».
Джимо сыграл Ромео в постановке «Ромео и Джульетта», которая состоялась летом 2023 года в театре «Алмейда» в Лондоне.
В 2024 году Джимо сыграл Хэла в «Короли игроков», экранизации первой и второй частей «Генриха IV» Шекспира, поставленной Робертом Айком, в которой также снимались Иэн Маккеллен и Ричард Койл.

## Фильмография
| Год       |   | Русское название    | Оригинальное название | Роль         |
| --------- | - | ------------------- | --------------------- | ------------ |
| 2019      | с | Лондон убивает      | London Kills          | Леши Хоббс   |
| 2019      | с | Фид                 | The Feed              | Маркус       |
| 2020—2023 | с | Тед Лассо           | Ted Lasso             | Сэм Обисанья |
| 2021      | ф | Французский вестник | The French Dispatch   | Кадет 1      |
| 2023      | с | Сила                | The Power             | Тунде Оджо   |

## Награды и номинации
| Год  | Награда                         | Категория                                                  | Работа                                         | Результат | Прим. |
| ---- | ------------------------------- | ---------------------------------------------------------- | ---------------------------------------------- | --------- | ----- |
| 2021 | Выбор критиков                  | Премия за прорыв                                           | Тед Лассо                                      | Победа    | [ 1 ] |
| 2021 | Премия Гильдии киноактёров      | Лучший актёрский состав в комедийном сериале               | Тед Лассо                                      | Номинация | [ 2 ] |
| 2022 | Прайм-тайм премия «Эмми»        | Лучшая мужская роль второго плана в комедийном телесериале | Тед Лассо                                      | Номинация | [ 3 ] |
| 2022 | Премия Гильдии киноактёров      | Лучший актёрский состав в комедийном сериале               | Тед Лассо                                      | Победа    | [ 4 ] |
| 2023 | Hollywood Music in Media Awards | Оригинальная песня — телепередача/мини-сериал              | «So Long, Farewell» (из телесериала Тед Лассо) | Номинация | [ 5 ] |
| 2024 | Премия Гильдии киноактёров      | Лучший актёрский состав в комедийном сериале               | Тед Лассо                                      | Номинация | [ 6 ] |